# Спас-Деменск (станция)
Спас-Де́менск — железнодорожная станция Московской железной дороги на участке Занозная — Духовская, расположена в городе Спас-Деменске Калужской области. Открыта в 1899 году.

## Краткая характеристика
Находится на линии Московской железной дороги Смоленск — Сухиничи. От станции отходят однопутные не электрифицированные участки на Сухиничи и Ельню. Железнодорожные пути на станции также не электрифицированы.
Относится к Смоленскому региону Московской железной дороги. На станции останавливаются все пассажирские и пригородные поезда, следующие направлением на Смоленск, Киров, Сухиничи.
По характеру работы станция отнесена к 5 классу.

## История
Станция Спас-Деменск Данково-Смоленской железной дороги открыта в 1899 году. Вскоре были введены в эксплуатацию здание железнодорожного вокзала и оборотное депо с паровозным сараем на 8 стойл, водонапорная башня.
Один из важнейших на то время в Калужской губернии пунктов по отгрузке пеньки и рогожи. В окрестностях Спас-Деменска располагалось восемь рогожных фабрик, которые «при 500 рабочих изготовляли более 1 000 000 рогож, на сумму свыше 100 000 руб».
Также отгружались в значительных количествах: льняное и конопляное масло в бочках, зерно, веревочные материалы, кожи, прочие товары, имевшие спрос в других регионах Российской империи и за её пределами.
В Первую мировую войну Спас-Деменск оказался в центре беженского потока. Беженцы следовали через Калужскую Губернию и по Московско-Варшавскому шоссе. На средства и при содействии Татьянинского комитета, созданного по инициативе Великой княгини Татьяны Николаевны Романовой ищущим убежища и другим пассажирам оказывалась продовольственная и медицинская помощь. Ежедневно при медицинских осмотрах выявлялось 10-15 инфекционных больных, которые экстренно направлялись в «заразные бараки», три из которых были построены при станции. В здании вокзала было открыто «Особое Бюро», занимавшееся оформлением проездных документов и регистрацией беженцев а также врачебно-продовольственный пункт Общества.
В годы Великой Отечественной войны в районе Спас-Деменска шли ожесточённые бои. Город был почти полностью разрушен, но здание железнодорожного вокзала и часть станционных построек уцелело. Рядом со зданием вокзала сохранилась водонапорная башня.
В 1943—1944 годах на Московско-Киевской дороге, на станциях Ельня, Спас-Деменск, Сухиничи, Фаянсовая, Брянск, Карачев, Думиничи проводилась выгрузка до 50 воинских эшелонов в сутки (3000 вагонов). В локомотивном депо ст. Спас-Деменск ударными темпами проводился восстановительный ремонт подвижного состава.
После войны было отремонтировано железнодорожное полотно, служебные и технические постройки. Возобновлено регулярное пассажирское сообщение с Калугой, Ельней и Фаянсовой.
В 1950—1960-е годы тяговой единицей Спас-Деменского депо служил паровоз П-36, который работал и с пригородными поездами. Оборотное депо ТЧ-48 в настоящий момент закрыто, часть подвижного состава передана в другие подразделения дороги.

## Пассажирское движение
По состоянию на середину апреля 2021 года через станцию курсирует три пары пригородных пассажирских поездов до Ельни, Фаянсовой и Сухиничей.
До введения коронавирусных ограничений в 2020 году через станцию курсировали пассажирские поезда дальнего следования Калининград — Челябинск (ФПК РЖД) и Барановичи — Караганды белорусского формирования.

## Коммерческие операции, выполняемые на станции
- Продажа пасс. билетов. Приём, выдача багажа;
- Приём, выдача повагонных отправок грузов (откр. площ.)
- Приём, выдача повагонных и мелких отправок (подъездн. пути)

### Публицистика
- Мишустин С. П. Советские железнодорожники в годы Великой Отечественной войны 1941-1945 гг : научная работа. — Курск, 2006. — С. 284.

## Внешние медиафайлы
- Поезд 413 прибывает на ст. Спас-Деменск на YouTube
- ТЭП70-503 отправляется со ст. Спас-Деменск на YouTube